# Lara Croft

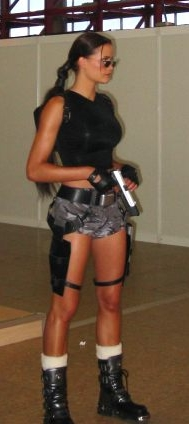
Jill de Jong als Lara Croft.

Lara Croft (Wimbledon, 14 februari 1967) is de fictieve avontuurlijke archeologe die centraal staat in de computerspelserie Tomb Raider.

## Opleiding
Het personage uit het spel Lara Croft, Hertogin van Saint Bridget, is een excentrieke en rijke aristocrate uit het Zuidwest-Londense district Wimbledon. Ze is de dochter van Lord Henshingly Richard Croft en lady Amelia Croft en kreeg een elitaire opvoeding. Van haar derde tot haar elfde kreeg ze privéonderwijs en daarna bezocht ze de Wimbledon High School for Girls tot haar zestiende.
Vervolgens ging ze twee jaar naar de Schotse privéschool Gordonstoun, die vooral bekend is doordat verschillende leden van de Britse koninklijke familie, waaronder prins Charles, er les kregen. Tot slot bracht ze drie jaar door op een Zwitserse 'finishing school': een school die meisjes voorbereidt op een leven in hogere kringen.
Er werd van Lara verwacht dat ze zou trouwen met Graaf van Farringdon, maar die plannen zijn door haar bijzondere carrièrekeuze op de lange baan geschoven. Farringdon heeft de hoop echter nog niet opgegeven.

## Carrière
Lara raakte op haar zestiende voor het eerst geïnteresseerd in archeologie door een artikel van professor Werner Von Croy in de National Geographic. Na aandringen bij haar vader kreeg ze toestemming om de professor te vergezellen op zijn reis door Azië. Hij nam haar begin 1984 mee naar Angkor in Cambodja om te zoeken naar een artefact genaamd Iris.
Op Gordonstoun maakte ze kennis met bergbeklimmen en ontwikkelde ze een voorliefde voor gevaarlijke sporten, zoals schieten en skiën onder extreme omstandigheden. Nadat ze haar opleiding in Zwitserland had afgerond, ging ze op wintersportvakantie skiën in het Himalayagebergte. Op de terugreis verongelukte haar vliegtuig in de bergen en bleek ze de enige overlevende. Ze deed er twee weken over om lopend een bergdorp te bereiken en deze ervaring veranderde haar leven totaal. Ze realiseerde zich toen dat het Britse upper-class-milieu haar verstikte en dat ze alleen op reis het gelukkigst is - tot grote ergernis van haar vader die haar maandelijkse toelage uit protest stopzette.

## Avonturen
Lara's avontuurlijke instelling bracht haar in uiteenlopende landen over de hele wereld. Met uitzondering van Australië bereisde ze alle continenten, waar ze vele beroemde archeologische vindplaatsen bezocht en nieuwe ontdekte. Tot haar vondsten behoren de Scion van Atlantis, de Dolk van Xian, het Gouden Masker van Tornarsuk, het mythische zwaard Excalibur, de Hand van Rathmore, het Amulet van Horus, de Steen der Wijzen, de Iris, de Nightmare Stone, hand van Midas, de Black Stone, de Doos van Pandora, de Osiris-codex en de Cinnabar-vaas.
Er werd enige tijd aangenomen dat Lara was omgekomen bij de ineenstorting van de tempel van Horus, die zij in 1999 bezocht. Er werd zelfs een begrafenisceremonie voor haar gehouden. Later bleek echter dat zij toch aan de dood was ontsnapt.

## Vrije tijd
Als Lara niet op reis is, verblijft ze in haar landhuis (de Croft Manor) in Surrey in Zuid-Engeland. Het huis is imposant. Het heeft onder meer een grote bibliotheek, een gymzaal en een binnenzwembad. Om het huis ligt bovendien een uitgebreid trainingsparcours zodat Lara tijdens haar rustperiodes haar conditie bij kan houden.

## Nieuwe biografie
In 2006 gaf Crystal Dynamics Tomb Raider: Legend uit. In dit verhaal is Lara's biografie aangepast: 

Lara had een goed leven totdat ze op haar achtste samen met haar moeder een vliegtuigcrash in Nepal doormaakte, haar moeder verdween op mysterieuze wijze nadat ze een zwaard uit een steen had getrokken niet ver van de plek van de crash. Lara weet zich een weg te banen door het niet erg vriendelijke landschap en weet een nederzetting te bereiken. Vanaf dat moment besluit Lara om een avontuurlijk leven te gaan leiden. Ze laat een gymzaal en een binnenzwembad bouwen om haar conditie op peil te houden. 

Tevens heeft ze ook een butler in dienst, en kent het huis diverse geheime vertrekken. Hij loopt in het eerste spel achter je aan.

Ze "verliest" ook haar beste vriendin Amanda Evert bij een ongeluk in Peru. Die blijkt later te leven en zich tegen haar te hebben gekeerd.

## Mysterieuze borstomvang
Ondanks al haar wonderbaarlijke en heldhaftige avonturen is Lara toch het meest bekend om haar borstomvang. Volgens de laatste berichten heeft Lara maat 75D. Sommige fans menen dat de omvang in de loop der jaren op onverklaarbare manier groter en groter is geworden. Studio Core Design, die verantwoordelijk is voor haar vormgeving, zegt daarentegen dat ze even groot gebleven zijn, maar groter lijken dan vroeger doordat ze met steeds geavanceerdere software worden geprogrammeerd. Hoe het ook zij, in Tomb Raider: Legend werd de borstomvang kleiner gemaakt van 75E tot 75D om zo ook vrouwelijke gamers aan te spreken.

## Trivia
- Lara Croft heeft een ster op de Walk of Game.
- In 2009 koos de bevolking van Derby (voormalige vestigingsplaats van Core Design) met 89% van de stemmen "Lara Croft Way" als naam voor een nieuwe rondweg.